# Edgar Amphlett
Edgar Montague Amphlett (Dorchester, 1867. szeptember 1. – Chelsea, 1931. január 9.) olimpiai ezüstérmes angol párbajtőrvívó, újságíró, haditudósító.